# Едмунд Нижурски
Ѐдмунд Нижу̀рски (на полски: Edmund Niziurski) е полски журналист, сценарист, драматург и писател, автор на произведения в жанровете съвременен и криминален роман, научна фантастика, приключенски роман и детска литература.

## Биография и творчество
Роден е на 10 юли 1925 г. в Келце, Полша, в семейството на Станислав и Леокардия Нижурски. Най-големия от трима братя и сестра. Още на 13 години иска да стане писател и опитва да пише. Учи в гимназията в Келце, но поради Втората световна война семейството се евакуира в Унгария, където учи в училище за полски бежанци. През 1940 г. се връщат в Полша и той работи в тютюнев завод в Келце и в земеделско стопанство близо до Островец Швентокшиски. През 1943 г. завършва средното си образование.
След войната учи право в Люблински католически университет „Йоан Павел II“ в Люблин и в Ягелонския университет в Краков. През 1947 г. получава магистърска степен по право. Също така учи журналистика във Висшето училище по обществени науки в Краков (1946 – 1947) и социология в Ягелонския университет (1947).
През 1947 г. се жени за Зофия Барбара Ковалска. Живее и работи в Катовице и Келце, а от 1952 г. във Варшава. Работи в редакциите на списания „Пламък“, „Младежки свят“ и „Wieś“, както и за полското радио. През 1951 г. става член на Полската асоциация на писателите, а от 1952 г. е член на Полското общество на авторите ZAiKS. В периода 1971 – 1982 г. е член на управляващата Полска обединена работническа партия.
През 1944 г. прави първата си публикация в бюлетин на Армия Крайова. Първият му роман „Gorące dni“ („Горещи дни“) е публикуван през 1951 г. Първата му книга за юноши „Księga urwisów“ („Книга на таралежите“) е публикувана през 1954 г.
С течение на времето книгите му за деца и юноши стават много популярни, докато романите, написани за възрастни читатели, са много по-малко известни. Пише динамични, остроумни и хумористични истории, които най-често се въртят около ежедневния училищен живот на тийнейджърските му герои, а в по-късните си творби се насочва и към научната фантастика.
Удостоен е с множество престижни награди, получава и златен медал за заслуги към полската култура през 2008 г. Едмунд Нижурски умира във Варшава на 9 октомври 2013 г.

## Произведения

### Самостоятелни романи

#### Романи за възрастни
- Gorące dni (1951)
- Przystań Eskulapa (1958) – криминална повест
- Pięć manekinów (1959) – криминална повест
- Salon wytrzeźwień (1964)
- Wyraj (1964)
- Eminencje i bałłabancje (1975)
- A potem niech biją dzwony (1976)

#### Юношески романи
- Księga urwisów (1954)
- Niewiarygodne przygody Marka Piegusa (1959)
- Awantura w Niekłaju (1962)
- Sposób na Alcybiadesa (1964)
Способ за Алкивиад, изд.: ИК „Отечество“, София (1976), прев. Лилия Рачева; Илия Саръилиев
- Siódme wtajemniczenie (1969) – издаден и като „Twierdza Persil“
- Klub włóczykijów, czyli Trzynaście przygód stryja Dionizego i jego ekipy (1970)
- Naprzód, Wspaniali! (1971) – продължение в „Awantury kosmiczne“
- Osobliwe przypadki Cymeona Maksymalnego (1975)
- Adelo, zrozum mnie! (1977)
- Awantury kosmiczne (1978) – продължение на „Adelo, zrozum mnie!“
- Awantura w VII A (ok. 1981)
- Szkolny lud, Okulla i ja (1982) – издаден и като „Księga druhów“, продължение в „Żaba, pozbieraj się!“
- Nieziemskie przypadki Bubla i Spółki (1987) – издаден и като „Tajemniczy nieznajomy z zoo“
- Gwiazda Barnarda (1987) – издаден и като „Tajemnica Dzikiego Uroczyska“
- Żaba, pozbieraj się!, czyli siedem obłędnych dni Tomka Ż (1992)
- Przygody Bąbla i Syfona (1993)
- Bąbel i Syfon na tropie (1994)
- Pięć melonów na rękę (1996)
- Nowe Przygody Marka Piegusa (1997)
- Największa przygoda Bąbla i Syfona (1999)

### Разкази
- Lalu Koncewicz, broda i miłość (1959)
- Wielka heca (1962)
- Fałszywy trop (1962)
- Trzech pancernych i pół (1970)
- Ta zdradziecka Julita Wynos (1978)
- Trzy godziny prawdy (1986)

### Сборници с разкази
- Dzwonnik od świętego Floriana (1955)
- Śmierć Lawrence’a (1956)
- Lizus (1956)
- Jutro klasówka (1962) – сборникът е допълнен през 1970 г.
- Nikodem, czyli tajemnica gabinetu (1964)
- Opowiadania (1973) – издаден и като „Trzynasty występek“
- Sekret panny Kimberley (1998)
- Lalu Koncewicz, broda i miłość – i inne opowiadania (2001)

### Екранизации
- Tajemnica dzikiego szybu (1956) – по „Księgi urwisów“
- Tysiąc talarów (1959)
- Kryptonim Nektar (1963)
- Niewiarygodne przygody Marka Piegusa (1966) – ТВ сериал по романа
- Weekend z dziewczyną (1968) – по „Wyraj“
- Tajemnica starego ogrodu (1983) – по „Awantura w Niekłaju“
- Spona (1998) – ТВ сериал, по „Способ за Алкивиад“